# Acanthascus affinis
Acanthascus affinis är en svampdjursart som beskrevs av Isao Ijima 1904. Acanthascus affinis ingår i släktet Acanthascus och familjen Rossellidae. Inga underarter finns listade i Catalogue of Life.